# Юстин II
Флавий Юстин Юниор Август (на латински: Flavius Iustinus Iunior Augustus) или Юстин II, е император на Византия (565 – 578).
Той е племенник на Юстиниан I и съпруг на София, племенницата на императрица Теодора и от там член на Юстиниановата династия. През управлението на чичо си заема длъжността куропалат и добива влияние в столицата. След смъртта на Юстиниан I Велики през ноември 565 г., дворцовата гвардия на екскубиторите издига Юстин II за император.
Юстин II е описван като „твърд човек, заслепен от славата на предшествениците си и нагърбен със задачата да води една изтощена, зле защитена империя, преминаваща през голяма криза“. „Във външната политика той се държи като неуязвим, непримирим римлянин и при катастрофи, които често неговата липса на реализъм причинявала, все пак здравия му разум надделявал. Юстин често подценявал външните сили и се надявал да успее да ги заблуди със своята непреклонност, защото знаел за отчайващото положение на финансите и армията му, а и търсел помирение със монофизитите“.

## Управление
Първите дни от управлението му изглеждали успешни, защото изплатил дълговете на чичо си, раздал правосъдие и обявил всеобща религиозна толерантност, но изправен срещу необуздана аристокрация и непокорни губернатори на провинции успял да прокара само няколко реформи. Неговите опити да намери компромис между религиозните фракции, срещат недоверието на ортодоксалните среди и допълнително го правят непопулярен в столицата. Едиктите на Юстин II, толериращи монофизитизма, дори довеждат до бунт сред народа в Константинопол.

### Външна политика
Вниманието на Юстин II е насочено най-вече към северните и източните граници. Възползвайки се от конфликта между гепидите и лангобардите, имперските войски окупират Сирмиум през 567 г. Това обаче става причина племената да напуснат придунавските територии и да нахлуят в Италия през следващата година.
Най-важното събитие по време на управлението на Юстин II била инвазията на ломбардите в Италия, които, в мащабен съюз със гепиди, саксонци, българи, сармати, свеви и панонски племена, нападат през 568 г. и само за няколко години завладяват почти цялата страна, без да срещнат сериозна съпротива. Неорганизирани и отслабени в резултат от епидемия, византийските войски в Италия, под командването на евнуха Нарсес, се ограничават само до отбрана на крепостите. Когато Нарсес умира през 574 г. Рим, Равена и повечето от по-големите градове все още остават под властта на империята. Междувременно, вестготите в Испания и берберите в Северна Африка предприемат настъпление срещу границите на империята в началото на 70-те години.
През 572 г. се стига до война със Сасанидска Персия за контрола над Северен Кавказ. По време на настъплението им в Месопотамия, ромеите губят подкрепата на арабските си съюзници, поради заплахите които императора отправя към тях. След две катастрофални кампании, при които персите преминават в контраофанзива, империята губи част от Сирия (573 г.), заедно с ключовата крепост Дара. През 574 г. Юстин II купува несигурен мир, като се съгласява да плаща на персийския шах значителен годишен данък от 45 хил. златни солида.
В последните години от царуването на Юстин II, Византия сключва съюз с тюркският хаганат срещу Персия, но това не трае дълго и няма особен резултат. По същото време аварите окончателно заемат земите на север от долното течение на Дунав. След като императора отказва да плаща данък на аварския кан Баян, те започват да нахлуват в балканските провинции на империята, възползвайки се от затрудненията на изток. През 574 г. имперската армия е разбита в Тракия от аварите, което принуждава правителството в Константинопол да приеме условията за подновяването на мира и отново да изплаща годишен данък (60 хил. солида) на аварския владетел.

### Абдикация
След като разбира за пораженията срещу аварите и персите, императора започва да проявява признаци на психическо разстройство. Временните пристъпи на безумие, които го обхващали, принудили Юстин II да избере престолонаследник. Пренебрегвайки собствените си близки, той посочва генерал Тиберий за кесар през декември 574 г. (по препоръка на София), след което публично абдикира. София и Тиберий управляват като регенти 4 години, през които Юстин напълно загубил разсъдъка си.